# Indre i Loira
Indre i Loira (català) (37) o Indre-et-Loire (francès) és un departament francès adscrit a la regió de Centre-Vall del Loira que pren el seu nom dels rius Loira i Indre. Aquest departament limita amb els departaments de Loir i Cher i Indre, amb el departament de Viena (regió de Nova Aquitània) i amb dos departaments del País del Loira: Maine i Loira i Sarthe.

## Història
Indre i Loira és un dels vuitanta-tres departaments originals creats durant la Revolució Francesa, el 4 de març de 1790 (en aplicació de la llei del 22 de desembre de 1789). Va ser creat a partir de l'antiga província de la Turena. Fins a principis d'aquest segle l'Indre i Loira era un dels sis departaments que formaven la regió Centre.

## Política
L'any 2004 Marc Pommereau (no-adscrit de dreta) va ser reelegit com a president del Consell General d'Indre i Loira amb els vots dels consellers de la UMP, la UDF i els no-adscrits de dreta (19 vots). La resta de consellers generals donà suport al candidat socialista Philippe Le Breton (18 vots).
Les principals atribucions del Consell General són votar el pressupost del departament i escollir d'entre els seus membres una comissió permanent, formada per un president i diversos vicepresidents, que serà l'executiu del departament. Actualment, la composició política d'aquesta assemblea és la següent:
- Partit Socialista (PS): 14 consellers
- Unió per un Moviment Popular (UMP): 7 consellers
- No-adscrits de dreta: 7 consellers
- Unió per a la Democràcia Francesa (UDF): 5 consellers
- No-adscrits d'esquerra: 3 consellers
- Partit Comunista Francès (PCF): 1 conseller